# NAIRU
NAIRU (Non Accelerating Inflation Rate of Unemployment) toont, volgens Milton Friedman, de evenwichtswerkloosheid aan in de Keynesiaanse denkwijze in de macro-economie. Om dit aan te tonen wordt gebruikgemaakt van het reële loon en de machtspositie van de werknemers bij een lage werkloosheid, ervan uitgaande dat de arbeidsproductiviteit constant is.
Wanneer bij lage werkloosheid werknemers een hoger loon eisen van de werkgevers, zullen deze de productie verminderen en de vraag naar arbeid verlagen. De werkloosheid neemt toe. Hierdoor krijgen werknemers minder macht en zullen de looneisen naar beneden worden bijgesteld. Het reële loon daalt en de inflatie daalt. Dit vergroot de vraag van de bedrijven naar arbeid en de werkloosheid slinkt weer. Hiermee stijgt het reële loon en stijgt de inflatie. Hierdoor zal de werkloosheid naar een bepaald percentage gaan, waarbij de inflatie stabiel blijft. 
In de praktijk is er veel kritiek op NAIRU. In Scandinavië is er een sterk gereguleerde arbeidsmarkt, wat een positief effect heeft op het loon. De evenwichtswerkloosheid zou volgens NAIRU hoger moeten zijn om het effect van een hoger loon te compenseren met een gelijke inflatie. Toch heeft Scandinavië een zeer lage werkloosheid.